# Cama de agua

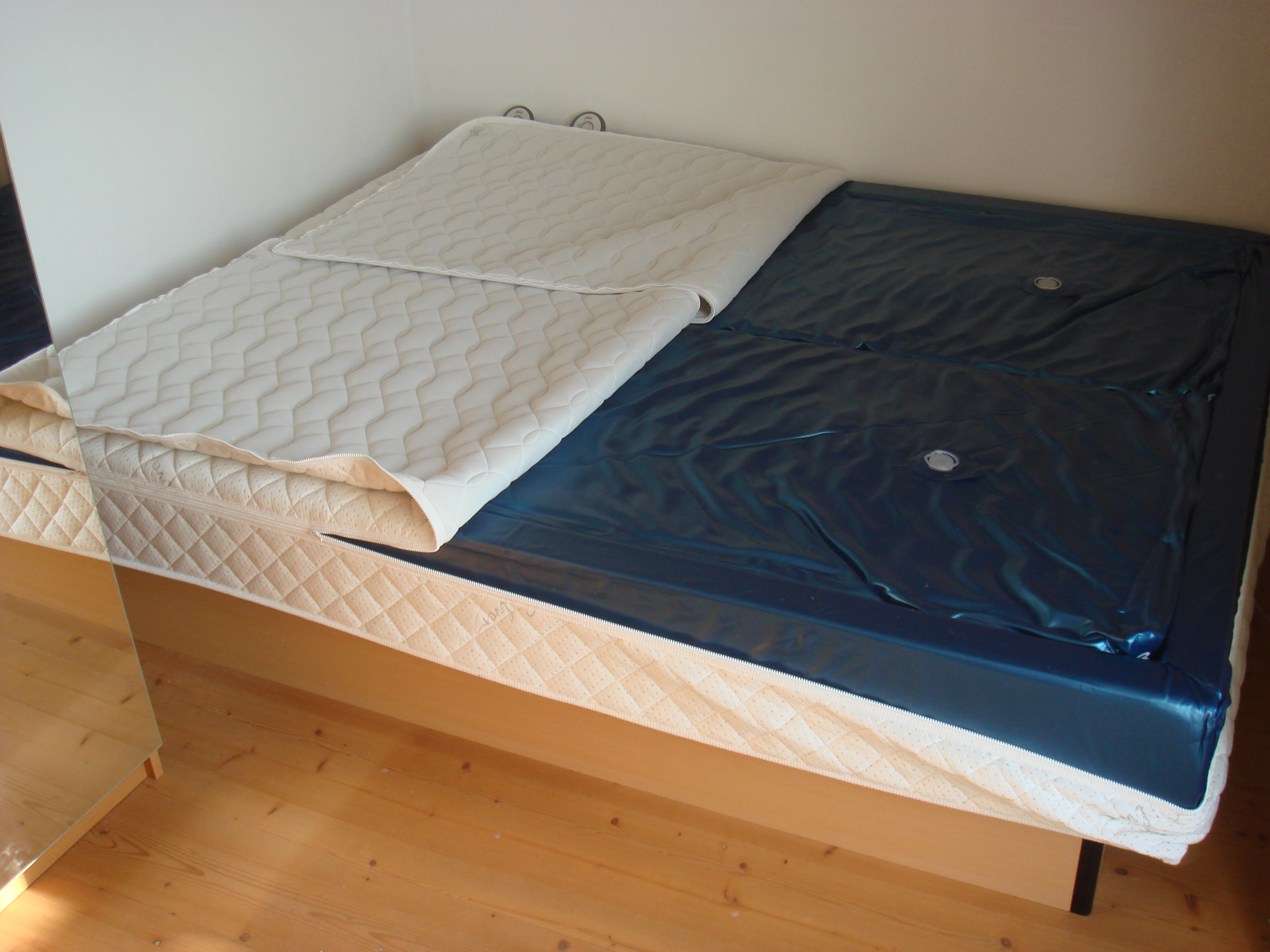
Interior de una cama de agua.

Una cama de agua o colchón de agua es una cama (o un colchón) llena de agua. Las camas de agua destinadas a terapias médicas aparecen en varios informes a lo largo del siglo XIX. La versión moderna, inventada en San Francisco (California) y patentada en 1971, se convirtió en un artículo de consumo muy popular en Estados Unidos a lo largo de la década de 1970.

## Tipos
Las camas de agua son principalmente de dos tipos, de lados duros y de lados blandos.
Una cama de agua de lados duros consta de un colchón lleno de agua dentro de un marco rectangular de madera que descansa sobre una plancha de contrachapado que se asienta sobre la plataforma de apoyo.
Una cama de agua de lados blandos consta de un interior que contiene el colchón de agua con un marco rectangular robusto de espuma con una cremallera en el interior de una carcasa de tela, que se asienta sobre la plataforma base. Parece una cama convencional y está diseñada para adaptarse a los muebles del dormitorio existente. La plataforma en general se ve como una base convencional o somier, y se asienta sobre una estructura de metal reforzado.
Las camas de agua se calientan normalmente con un tipo de esterilla eléctrica. La temperatura se controla a través de un termostato y se ajusta a las preferencias personales, normalmente a la temperatura media de la piel, 30 °C. Una esterilla eléctrica típica consume 150-400 vatios. El consumo de electricidad puede variar significativamente, dependiendo del aislamiento, la ropa de cama, la temperatura ambiente y otros factores.
Las camas de agua suelen ser de cloruro de polivinilo blando (PVC) o material similar. Se pueden reparar con casi cualquier equipo de reparación de vinilo.